# Salqin
Salqin (arabiska: سلقين) är en subdistriktshuvudort i Syrien. Den ligger i provinsen Idlib, i den nordvästra delen av landet, 290 kilometer norr om huvudstaden Damaskus. Salqin ligger 262 meter över havet och antalet invånare är 31 608.